# حركة خالصتان

علم حركة خالصتان

حركة خالصتان وبالأصل خالصستان أي أرض المخلصين، حركة انفصالية سيخية تسعى لإنشاء وطن للسيخ من خلال إقامة دولة ذات سيادة تحمل اسم خالصستان في منطقة بنجاب. تشمل أراضي الدولة المقترحة المناطق التي تعرف باسم بنجاب في كل من الهند وباكستان.
اشتملت الطموحات الإقليمية لحركة خالصتان الانفصالية، بعد تمكنها من استجماع قوتها في ثمانينيات القرن العشرين، على السيطرة على مناطق بنجاب الهندية وإقليم شانديغار بما في ذلك الشمال الهندي بالكامل، إضافة إلى بعض الأجزاء التابعة للولايات الغربية للهند. وفقًا لمؤسس حركة خالصتان، جاغيت سينخ شوهان، اقترح رئيس وزراء باكستان،  ذو الفقار علي بوتو بعد انتهاء الحرب الباكستانية الهندية لعام 1971، وخلال محادثاته شوهان، تقديم الدعم الكامل لإنشاء دولة خالصتان.
بدأت الدعوات لإنشاء دولة خاصة بالسيخ في أعقاب سقوط الإمبراطورية البريطانية. ظهرت أول دعوة صريحة لإنشاء دولة خالصتان في عام 1940، في منشور حمل عنوان «خالصتان». ازدهرت الحركة في ولاية بنجاب الهندية ذات الاغلبية السيخية، خصوصًا بعد حصولها على دعم مالي وسياسي من أتباع الديانة السيخية في الشتات، واستمرت حالة الازدهار هذه في سبعينيات وثمانينيات القرن العشرين، ووصلت ذروتها في نهاية الثمانينيات. تلاشى التمرد في تسعينيات القرن العشرين، وفشلت الحركة في الوصول إلى هدفها لعدة أسباب من بينها الحملة التي شنتها الشرطة الهندية على الانفصاليين، واشتعال اقتتال داخلي بين الفصائل التابعة للحركة إضافة إلى تراجع الروح المعنوية للسكان السيخ. حتى يومنا هذا، ما يزال بعض السيخ، سواء داخل الهند أو خارجها، يقدمون الدعم للحركة، كما يخرج بعضهم في مظاهرات سنوية احتجاجًا على عمليات القتل التي جرت خلال عملية النجم الأزرق. في بداية عام 2018، اعتقلت الشرطة بعض الأفراد المنتمين لجماعات مسلحة في منطقة بنجاب الهندية. ادعى رئيس وزراء بنجاب الهندية، أماريندر سينغ، أن حالات التطرف التي ظهرت مؤخرًا مدعومة من قبل المخابرات الباكستانية، ومن «المتعاطفين مع حركة خالصتان» في كل من كندا وإيطاليا والمملكة المتحدة.

## قبل خمسينيات القرن العشرين

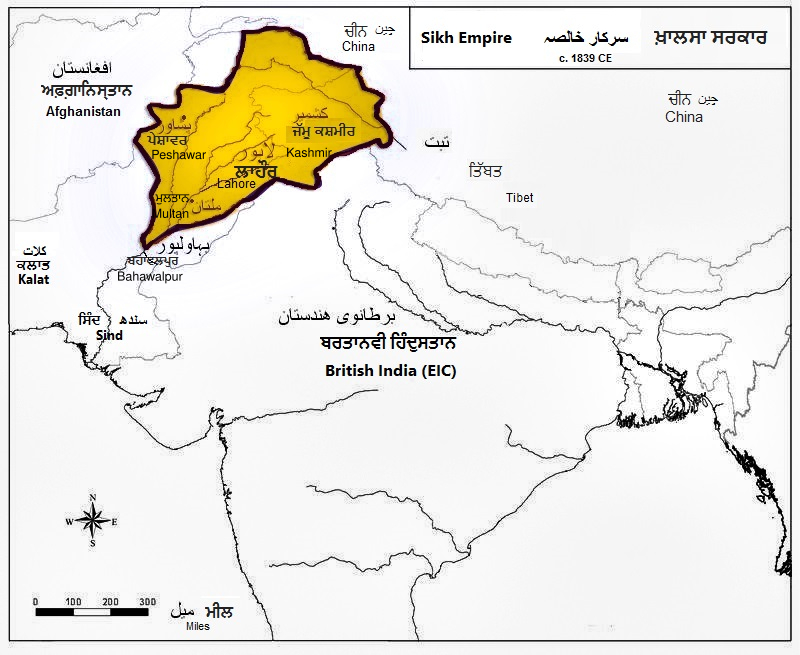
خريطة إمبراطورية المهراجا رانجيت سينغ السيخية في ذروة اتساعها عام 1838، والتي تقع معظم أراضيها في المنطقة التي تعرف اليوم باسم باكستان.

يتركز أتباع الديانة السيخية في منطقة بنجاب في جنوب آسيا. قبل غزوها من قبل بريطانيا، كانت المنطقة المحيطة ببنجاب تقع تحت حكم دولة ميسلس السيخية الاتحادية التي أسسها باندا باهادور. وقعت منطقة بنجاب بأكملها تحت حكم المسلمين من عام 1767وحتى عام 1799 عندما تمكن المهراجا رانجيت سينغ من توحيد الكونفدرالية، وبقي الوضع على ما هو عليه حتى عام 1849. تفككت الإمبراطورية السيخية، في أعقاب حرب السيخ الثانية، إلى ولايات أميرية منفصلة ومقاطعة بنجاب البريطانية. ظهرت، إثر اتباع البريطانيين لسياسة «فرق تسد»، التي اشتملت على حشد متبعي كل ديانة في مناطق خاصة تفصلها عن المناطق الأخرى حدود محلية، العديد من الحركات القومية الدينية في صفوف الهندوس والمسلمين والبوذيين والسيخ.
مع بداية تفكك الإمبراطورية البريطانية في ثلاثينيات القرن العشرين، نادى السيخ لأول مرة بإقامة وطن لهم. أطلقت رابطة مسلمي عموم الهند في مارس 1940 قرارًا بتحويل بنجاب إلى دولة مسلمة، الأمر الذي اعتبره أتباع حركة أكالي محاولة لاغتصاب أراضي السيخ التاريخية. ردًا على ذلك، دعا حزب شيروماني أكالي دال السيخي إلى إقامة مجتمع يفصل فيه المسلمون عن السيخ. كان حزب شيروماني أكال دال السيخي يسعى لبناء دولة خالصتان الثيوقراطية=، برئاسة المهراجا باتيلا، وتشتمل على أجزاء من بنجاب الهندية ومن بنجاب الباكستانية (بما في ذلك مدينة لاهور) ومدينة شيملا.

### تقسيم الهند، 1947

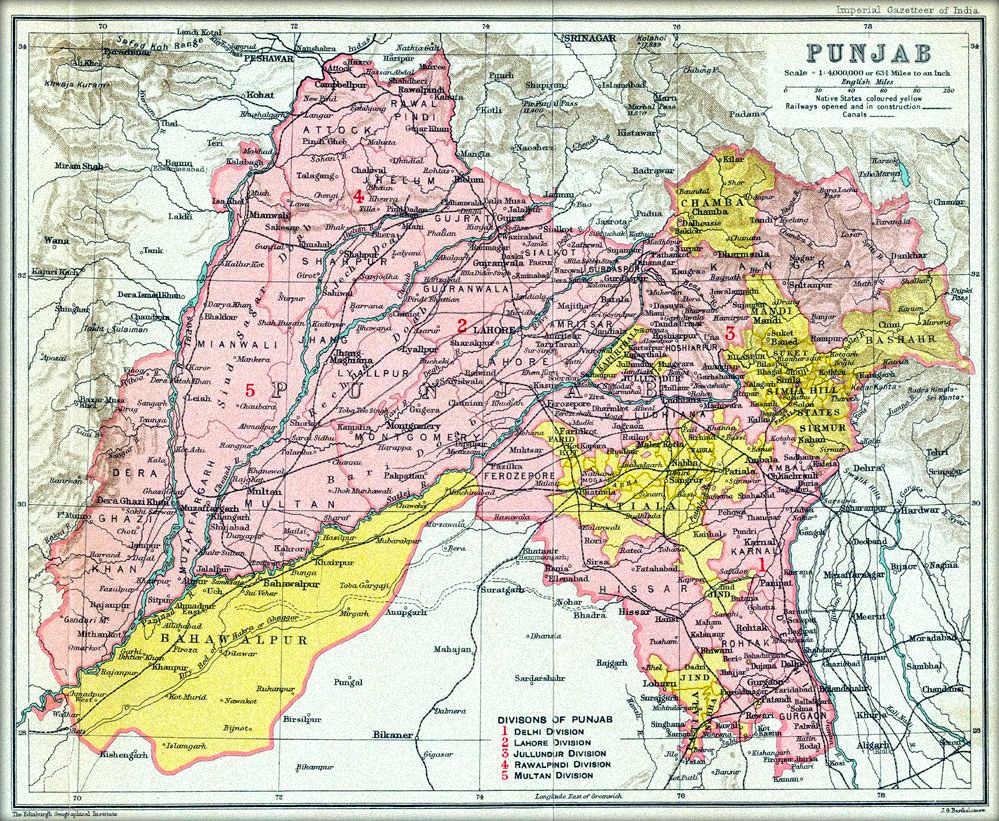
خريطة لمحافظة بنجاب البريطانية عام 1909

قبل تقسيم الهند عام 1947، لم يكن السيخ أغلبية في أي من مقاطعات بنجاب البريطانية ما عدا ولاية لوديانا (التي كان يشكل السيخ فيها ما نسبته 41.6% من السكان)، أما بقية الولايات فكانت ذات أغلبية هندوسية أو مسلمة.
قُسم الراج الهندي على أساس ديني في عام 1947، وانقسم بذلك إقليم بنجاب بين الهند وباكستان، التي كانت حينها دولة حديثة التأسيس. نتجية لذلك، هاجر غالبية السيخ، والهندوس، من المنطقة الباكستانية إلى بنجاب الهندية، التي تضمنت منطقة هاريانا والأراضي التي تعرف اليوم باسم هيماجل برديش. انخفضت نسبة السيخ في باكستان (بعد ارتفاعها في بعض المناطق الباكستانية في عام 1941 إلى 19.8%) إلى 0.1%، بالمقابل، ارتفعت نسبتهم في المناطق الهندية بشكل كبير. مع ذلك، بقي السيخ أقلية في مقاطعة بنجاب الهندية، التي ظلت منطقة ذات أغلبية هندوسية.

### علاقة السيخ بمنطقة بنجاب (وفقًا لأوبيروي)

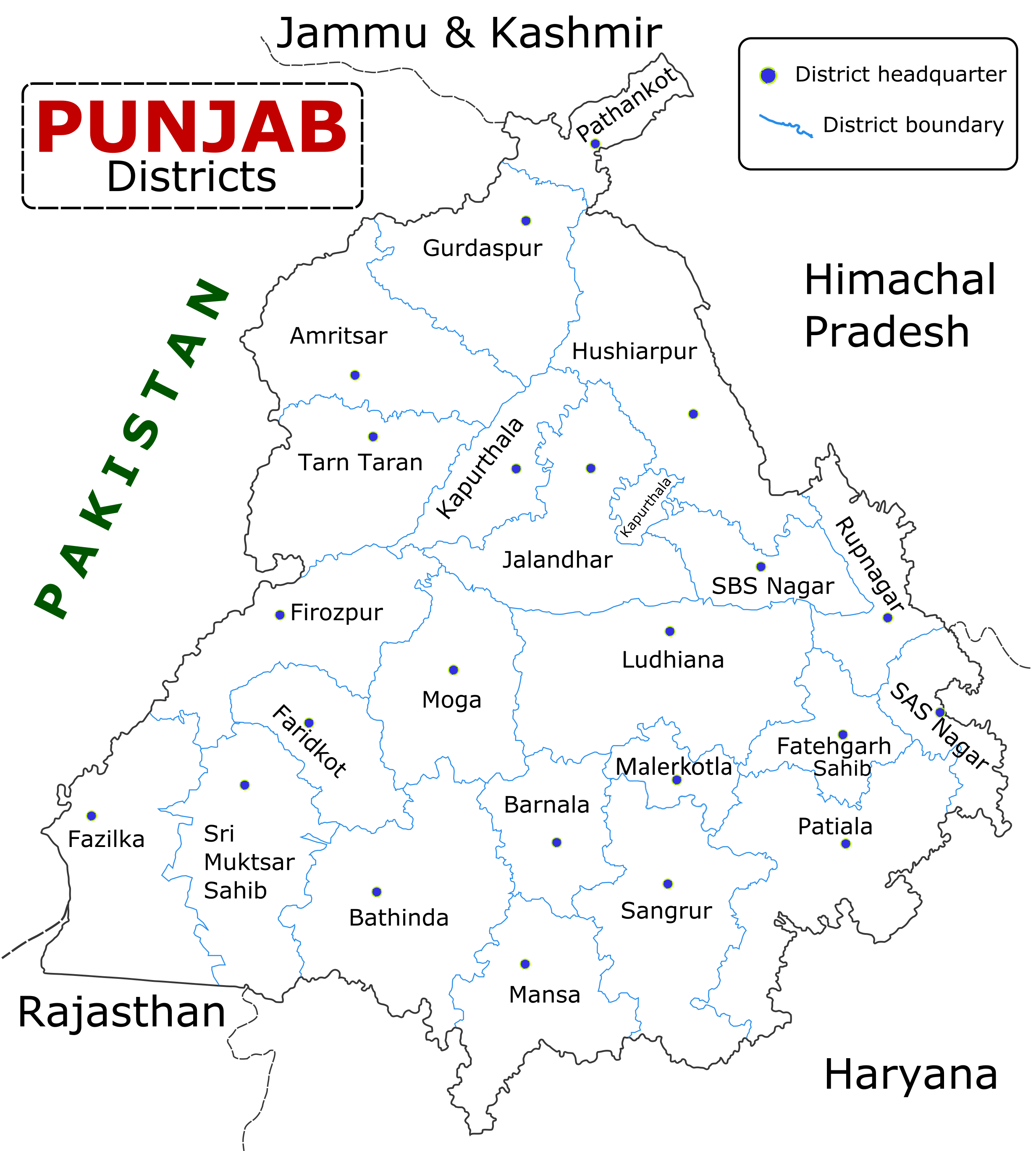
خريطة لولاية بنجاب الحالية في الهند. بعد التقسيم، أصبحت المناطق الشرقية من بنجاب تعرف باسم اتحاد ولايتي باتيلا وشرق البنجاب (PEPSU). أعيد تقسم الاتحاد في عام 1966 وشكلت بذلك ولايات هاريانا وهيماشال براديش وبنجاب. تعد ولاية بنجاب الولاية الهندية الوحيدة ذات الاغلبية السيخية.

يدعي المؤرخ السيخي، هارجوت سينغ أوبيروي، أن الأرض لم تكن أبدًا عنصرًا أساسيًا في تعريف السيخ لنفسهم، لكنه، وبنفس الوقت، أكد على الروابط التاريخية التي تربط السيخ بأرض بنجاب. يؤكد أوبيروي أن ارتباط السيخ ببنجاب هو ظاهرة حديثة بدأت في أربعينيات القرن العشرين. من الناحية التاريخية، لطالما كانت الديانة السيخية منتشرة في عموم الأراضي الهندية، إذ اقتبس كتاب جورو جرانث صاحب (الكتاب المقدس الأهم في السيخية) من أقوال القديسين في كل من شمالي الهند وجنوبه. بالمقابل، تقع العديد من أهم المناطق المقدسة السيخية (كنانكا صاحب في باكستان، وتخت سري باتنا صاحب في ولاية بهار الهندية، وحضور صاحب في منطقة نانديد التابعة لولاية ماهاراشترا الهندية) خارج منطقة بنجاب.
يرى أوبيروي أن زعماء السيخ في أواخر الثلاثينيات وأربعينيات القرن العشرين أدركوا بأن هيمنة المسلمين على باكستان وهيمنة الهندوس على الهند باتت وشيكة، وبهدف إضفاء الشرعية على المطالبات بإقامة دولة للسيخ داخل بنجاب، شرع زعماء السيخ بكتابة مؤلفات وتحليلات تشير إلى أن بنجاب للسيخ وأن السيخ من بنجاب، وبدأت بذلك عملية أقلمة المجتمع السيخي.
أضفي الطابع الرسمي على عملية أقلمة مجتمع السيخ في شهر مارس 1946، وذلك بإصدار حزب شيروماني أكالي دال السيخي قرارًا يعلن ارتباط السيخ بأراضي بنجاب. يرى أوبيروي أن القضية الانفصالية لحركة خالصتان، لم تكن رئيسية في البلاد إلا عندما بدأت الحركة بالعسكرة في أواخر سبعينيات وبداية ثمانينيات القرن العشرين، مع أن الحركة ظهرت لأول مرة في بداية القرن.

## من خمسينيات إلى سبعينيات القرن العشرين
ثمة روايتان مختلفتان حول أصول الدعوات لإقامة دولة خالصتان ذات السيادة، تشير الرواية الأولى إلى الأحداث داخل الهند، بينما تربط الثانية هذه الدعوات بالدور الذي لعبه السيخ في الشتات. تختلف كلتا الروايتين في شكل الحكم المقترح للدولة السيخية (على سبيل المثال الثيوقراطية مقابل الديمقراطية) وفي الاسم المقترح للبلاد (سيخستان مقابل خالصتان) وفي الحدود الجغرافية الدقيقة لها، مع أنه كان من المتوقع لها أن تكون جزءًا من الأراضي التاريخية لمنطقة بنجاب.